# Кристи (дворянский род)
Кристи (рум. Cristi) — молдавский дворянский род, крупные бессарабские землевладельцы.
Определением Общего Собрания Правительствующего Сената, Высочайше утвержденным 29 Января 1845 года, признано правильным внесение Комиссией о разборе Бессарабских Дворян, 1821 года, сына пахарника Григорияша (Григория) Кристе, Василия Кристе, в шестую часть Дворянской родословной книги, по происхождению от предков, имевших Молдаванские чины и владевших недвижимым имением. Резолюцией бывшей Герольдии 13 Сентября 1845 года, сыновья Василия Григорьевича Кристе — Иван, Стефан, Анастасий и Константин, признаны в древнем Дворянстве со внесением в ту же шестую часть Дворянской родословной книги.
В 1821 г. Василий Григорьевич Кристи внесён в VI ч. ДРК Бессарабской губ. 23.11.1883 г. внук Василия Григорьевича, сапожковский помещик, гвардии корнет Григорий Иванович Кристи (1856—1911) внесён в VI ч. дворянской родословной книги Рязанской губернии.
- Кристи, Владимир Григорьевич (1880—1956) — румынский государственный деятель.

## Описание герба
В серебряном щите чёрный с приподнятыми крыльями одноглавый орёл с червлёными глазами и языком.
На щите дворянский коронованный шлем. Нашлемник: рука в серебряных латах держит серебряный с золотой рукояткой изогнутый меч. Намёт на щите чёрный, подложенный серебром. Щитодержатели: справа — молдаванин в древнем одеянии, слева — донской казак времён Александра I. Девиз: «СМЕЛЫМ БОГ ВЛАДЕЕТ» чёрными буквами на серебряной ленте. Герб рода дворян Кристе (Кристи) внесён в Часть 18 Общего гербовника дворянских родов Всероссийской империи, стр. 18.